# Marco Zen
Marco Zen (Bassano del Grappa, 2 januari 1963) is een Italiaans voormalig professioneel wielrenner. Hij reed voor onder meer Lampre. Hij behaalde geen enkele professionele overwinning.

## Resultaten in voornaamste wedstrijden
| Jaar | Ronde van Italië | Ronde van Frankrijk | Ronde van Spanje |
| ---- | ---------------- | ------------------- | ---------------- |
| 1987 | opgave           |                     |                  |
| 1988 | 83e              |                     |                  |
| 1989 | 101e             |                     |                  |
| 1990 | 62e              |                     |                  |
| 1991 |                  |                     | opgave           |
| 1992 |                  |                     |                  |
| 1993 | 94e              |                     |                  |
| 1994 |                  | 86e                 |                  |
| 1995 | opgave           |                     |                  |
| 1996 | 33e              | 73e                 |                  |
| 1997 |                  | 73e                 |                  |

| Jaar | Milaan-San Remo | Gent-Wevelgem | Ronde van Vlaanderen | Amstel Gold Race | Luik-Bast.‑Luik | Ronde van Lombardije | Parijs-Tours |
| ---- | --------------- | ------------- | -------------------- | ---------------- | --------------- | -------------------- | ------------ |
| 1987 | 121e            |               |                      |                  |                 |                      | 116e         |
| 1988 | 104e            |               |                      |                  |                 | 31e                  |              |
| 1989 |                 |               |                      |                  |                 | 14e                  | 135e         |
| 1990 |                 |               | 84e                  |                  | 125e            |                      | 126e         |
| 1991 | 84e             |               |                      |                  |                 | 88e                  |              |
| 1992 | 115e            |               |                      |                  |                 |                      |              |
| 1993 | 101e            |               |                      |                  |                 |                      | 110e         |
| 1994 |                 |               |                      |                  |                 |                      |              |
| 1995 | 148e            | 93e           | 81e                  |                  |                 |                      |              |
| 1996 | 65e             |               |                      | 69e              | 37e             |                      |              |
| 1997 | 148e            |               |                      |                  |                 |                      |              |